# Rudiano (mitologia)
Rudiano (em latim: Rudianus; em céltico: Rudianos), na religião galo-romana, era um deus da guerra cultuado na Gália, mais tarde associado ao romano Marte. Seu nome tem relação com a raiz rudio, vermelho, e provavelmente pode ser associado a Rudíobo (em latim: Rudiobus), uma divindade guerreira mencionada em apenas uma inscrição. Era cultuado em Saint-Andéol e Rochefort-Samson, ambos em Droma, e em Saint-Michel-de-Valbonne; neste último foi encontrado uma pedra do século VI a.C. em forma de menir, retratando-o montado.